# تشارلز موريس
تشارلز موريس (23 مايو 1903 ، ودنفر (كولورادو) - 15 يناير 1979 ، غاينيسفيل (فلوريدا) (Charles W. Morris) عالم إشارات (semiotician) وفيلسوف أمريكي.

## أعماله وأفكاره
قريب من البيئات الفكرية في فيينا ، ومن الفلسفة الوضعية المنطقية ، وضع شكل أصلي من الواقعية.
نهج موريس السيميائي يقسم الموضوع إلى سنتسّي، الذي يتناول خلط مجموعة من العلامات ، ودلاليّة التي تتناول معنى العلامات وبالمنطقية التي تتعلق بالأصل وبالاستخدام ، وبآثار العلامات.

## روابط خارجية
- تشارلز موريس على موقع الموسوعة البريطانية (الإنجليزية)